# Roseanne
 Ikke at forveksle med den svenske kriminalroman, Roseanna.
Roseanne er en amerikansk sitcom i 221 afsnit, som blev sendt fra 1988 til 1997. I serien spiller John Goodman og Roseanne Barr hovedrollerne som Dan og Roseanne Conner. Parret har tre børn, D.J., Darlene og Becky Conner.